# تشقق الأظفار
تشقق الأظفار (بالإنجليزية: Onychoschizia)‏ وهو عبارة عن حالة تتشقق فيه صفيحة الظفر البعيدة في الطبقات العليا، وهي مشكلة شائعة جدًا ونسبة  إصابة النساء فيه أكثر من الرجال ويمثل خلل بالتماسك الخلوي في طبقات من الكيراتين، وذلك نتيجة للجفاف.

## الأعراض
أعراض انشقاق الأظافر تكون على شكل انشطار الصفيحة الظفرية إلى صفيحات مرصوفة أفقيا بدءًا من الحافة الحرة للجزء البعيد وهي معضلة كثيرة الشيوع. ويمثل ذلك الانشطار خللًا في التحام الخلايا المقترنة .

## الأسباب
الأسباب المحتملة المؤدية إلى ذلك الانشقاق فهي العوامل الرضية كالعزف على بعض الآلات الموسيقية مثل البيانو- والآلات الوترية، كما وقد يحدث أيضا جراء تخرب كيميائي أو فيزيائي يصيب الصفيحة الظفرية من جراء الغسل المتكرر أو الإكثار من تطبيق طلاء الإظفار أو مزيلات الجليدة (منطقة ما فوق الظفر) كما ويجب التفكير في الأسباب المؤدية إلى الانشقاق كفقر الدم بعوز الحديد أيضًا .

## العلاج
يجب تجنب العوامل المسببة ومعالجتها إضافة إلى تطبيق مراهم حماية الأظافر أو حمامات الأظافر في زيت الزيتون  الساخن.